# Collegio elettorale di Urbino (Camera dei deputati)
Il collegio di Urbino fu un collegio elettorale uninominale della Repubblica Italiana per l'elezione della Camera dei deputati. Apparteneva alla circoscrizione Marche e fu utilizzato per eleggere un deputato nella XII, XIII e XIV legislatura.
Venne istituito nel 1993 con la cosiddetta Legge Mattarella (Legge n. 277, Nuove norme per l'elezione della Camera dei deputati), attuata in seguito al referendum abrogativo del 1993. La legge istituì per la Camera dei deputati e per il Senato della Repubblica un sistema di elezione misto, in parte maggioritario e in parte proporzionale. Il 75% dei parlamentari dell'assemblea veniva eletto in collegi uninominali tramite sistema maggioritario a turno unico; il restante 25% alla Camera veniva eletto tramite sistema proporzionale con liste bloccate.
Il collegio venne abolito insieme a tutti gli altri che costituivano la Camera con la promulgazione della legge elettorale successiva, la cosiddetta Legge Calderoli. Questa prevedeva un sistema proporzionale con premio di maggioranza, che alla Camera veniva attribuito a livello nazionale.

## Territorio
Il collegio di Urbino era uno dei 12 collegi uninominali in cui erano suddivise le Marche e, come previsto dal D.Lgs. del 20 dicembre 1993 n. 536, era interamente compreso nella provincia di Pesaro e Urbino e comprendeva i seguenti comuni: Acqualagna, Apecchio, Auditore, Belforte all'Isauro, Borgo Pace, Cagli, Cantiano, Carpegna, Casteldelci, Fermignano, Fratte Rosa, Frontino, Frontone, Lunano, Macerata Feltria, Maiolo, Mercatello sul Metauro, Mercatino Conca, Monte Cerignone, Monte Grimano Terme, Montecalvo in Foglia, Montecopiolo, Novafeltria, Peglio, Pennabilli, Pergola, Petriano, Piandimeleto, Pietrarubbia, Piobbico, San Leo, San Lorenzo in Campo, Sant'Agata Feltria, Sant'Angelo in Vado, Sassocorvaro, Sassofeltrio, Serra Sant'Abbondio, Talamello, Tavoleto, Urbania e Urbino.

## Eletti
| Elezione | Elezione | Deputato         | Partito            |
| -------- | -------- | ---------------- | ------------------ |
|          | 1994     | Maria Lenti      | Progressisti (PRC) |
| 1996     |          | Maria Lenti      | Progressisti (PRC) |
|          | 2001     | Armando Cossutta | L'Ulivo (PdCI)     |

## Dati elettorali

### XII legislatura

#### Risultati proporzionale
| Coalizioni        | Coalizioni         | Liste                                 | Liste                              | Voti   | %     |
| ----------------- | ------------------ | ------------------------------------- | ---------------------------------- | ------ | ----- |
|                   | Progressisti       |                                       | Partito Democratico della Sinistra | 28.896 | 36,27 |
|                   | Progressisti       | Rifondazione Comunista                | 7.554                              | 9,48   |       |
|                   | Progressisti       | Partito Socialista Italiano           | 2.687                              | 3,37   |       |
|                   | Progressisti       | Federazione dei Verdi                 | 2.008                              | 2,52   |       |
|                   | Progressisti       | Alleanza Democratica                  | 1.408                              | 1,77   |       |
|                   | Progressisti       | Movimento per la Democrazia - La Rete | 717                                | 0,90   |       |
| Totale coalizione | Totale coalizione  | 43.270                                | 54,31                              |        |       |
|                   | Patto per l'Italia |                                       | Partito Popolare Italiano          | 14.556 | 18,27 |
|                   | Forza Italia       | Forza Italia                          | Forza Italia                       | 13.627 | 17,10 |
|                   | Alleanza Nazionale | Alleanza Nazionale                    | Alleanza Nazionale                 | 8.225  | 10,32 |
| Totale            | Totale             | Totale                                | Totale                             | 79.678 |       |

#### Risultati uninominale
|                               | Maria Lenti ✔️ Eletta   | Progressisti       | 38 015 | 48,62 |  |  |  |  |  |
|                               | Giorgio Girelli         | Patto per l'Italia | 16 875 | 21,58 |  |  |  |  |  |
|                               | Giuseppe Villa          | Forza Italia       | 14 574 | 18,64 |  |  |  |  |  |
|                               | Benito Romano Montanari | Alleanza Nazionale | 8 730  | 11,16 |  |  |  |  |  |
| Totale                        | Totale                  | Totale             | 78 194 | 100   |  |  |  |  |  |
|                               |                         |                    |        |       |  |  |  |  |  |
| Fonte: Ministero dell'interno |                         |                    |        |       |  |  |  |  |  |

### XIII legislatura

#### Risultati proporzionale
| Coalizioni        | Coalizioni                         | Liste                                     | Liste                              | Voti   | %     |
| ----------------- | ---------------------------------- | ----------------------------------------- | ---------------------------------- | ------ | ----- |
|                   | L'Ulivo                            |                                           | Partito Democratico della Sinistra | 29.578 | 37,88 |
|                   | L'Ulivo                            | Popolari per Prodi (PPI-SVP-PRI-UD-Prodi) | 4.211                              | 5,39   |       |
|                   | L'Ulivo                            | Rinnovamento Italiano                     | 3.689                              | 4,72   |       |
|                   | L'Ulivo                            | Federazione dei Verdi                     | 1.422                              | 1,82   |       |
| Totale coalizione | Totale coalizione                  | 38.900                                    | 49,81                              |        |       |
|                   | Polo per le Libertà                |                                           | Forza Italia                       | 11.752 | 15,05 |
|                   | Polo per le Libertà                | Alleanza Nazionale                        | 9.306                              | 11,92  |       |
|                   | Polo per le Libertà                | CCD-CDU                                   | 7.337                              | 9,40   |       |
| Totale coalizione | Totale coalizione                  | 28.395                                    | 36,37                              |        |       |
|                   | Progressisti                       |                                           | Rifondazione Comunista             | 7.303  | 9,35  |
|                   | Lega Nord                          | Lega Nord                                 | Lega Nord                          | 1.505  | 1,93  |
|                   | Lista Pannella - Sgarbi            | Lista Pannella - Sgarbi                   | Lista Pannella - Sgarbi            | 1.073  | 1,37  |
|                   | Movimento Sociale Fiamma Tricolore | Movimento Sociale Fiamma Tricolore        | Movimento Sociale Fiamma Tricolore | 734    | 0,94  |
|                   | Per le Marche                      | Per le Marche                             | Per le Marche                      | 171    | 0,22  |
| Totale            | Totale                             | Totale                                    | Totale                             | 78.081 |       |

#### Risultati uninominale
|                               | Maria Lenti ✔️ Eletta | Progressisti        | 39 233 | 52,71 |  |  |  |  |  |
|                               | Giorgio Giombini      | Polo per le Libertà | 28 512 | 38,31 |  |  |  |  |  |
|                               | Giorgio Cancellieri   | Lega Nord           | 3 359  | 4,51  |  |  |  |  |  |
|                               | Carlo Gulini          | Fiamma Tricolore    | 3 326  | 4,47  |  |  |  |  |  |
| Totale                        | Totale                | Totale              | 74 430 | 100   |  |  |  |  |  |
|                               |                       |                     |        |       |  |  |  |  |  |
| Fonte: Ministero dell'interno |                       |                     |        |       |  |  |  |  |  |

### XIV legislatura

#### Risultati proporzionale
| Coalizioni        | Coalizioni              | Liste                                 | Liste                   | Voti   | %     |
| ----------------- | ----------------------- | ------------------------------------- | ----------------------- | ------ | ----- |
|                   | L'Ulivo                 |                                       | Democratici di Sinistra | 21.589 | 28,00 |
|                   | L'Ulivo                 | La Margherita (Dem - PPI - RI- UDEUR) | 9.985                   | 12,95  |       |
|                   | L'Ulivo                 | Il Girasole (FdV - SDI)               | 2.284                   | 2,96   |       |
|                   | L'Ulivo                 | Comunisti Italiani                    | 1.567                   | 2,03   |       |
| Totale coalizione | Totale coalizione       | 39.912                                | 45,68                   |        |       |
|                   | Casa delle Libertà      |                                       | Forza Italia            | 18.560 | 24,07 |
|                   | Casa delle Libertà      | Alleanza Nazionale                    | 8.984                   | 11,65  |       |
|                   | Casa delle Libertà      | CCD-CDU                               | 3.341                   | 4,33   |       |
|                   | Casa delle Libertà      | Nuovo PSI                             | 1.118                   | 1,45   |       |
| Totale coalizione | Totale coalizione       | 35.763                                | 40,93                   |        |       |
|                   | Rifondazione Comunista  | Rifondazione Comunista                | Rifondazione Comunista  | 4.708  | 6,11  |
|                   | Lista Di Pietro         | Lista Di Pietro                       | Lista Di Pietro         | 1.990  | 2,58  |
|                   | Lista Pannella - Bonino | Lista Pannella - Bonino               | Lista Pannella - Bonino | 1.276  | 1,65  |
|                   | Democrazia Europea      | Democrazia Europea                    | Democrazia Europea      | 1.056  | 1,37  |
|                   | Repubblicani Europei    | Repubblicani Europei                  | Repubblicani Europei    | 527    | 0,68  |
|                   | Paese Nuovo             | Paese Nuovo                           | Paese Nuovo             | 73     | 0,09  |
|                   | Abolizione scorporo     | Abolizione scorporo                   | Abolizione scorporo     | 52     | 0,07  |
| Totale            | Totale                  | Totale                                | Totale                  | 77.110 |       |

#### Risultati uninominale
|                               | Armando Cossutta ✔️ Eletto | L'Ulivo            | 41 061 | 53,25 |  |  |  |  |  |
|                               | Domenico Campogiani        | Casa delle Libertà | 29 882 | 38,75 |  |  |  |  |  |
|                               | Massimo Cataldi            | Lista Di Pietro    | 2 244  | 2,91  |  |  |  |  |  |
|                               | Massimo Tonucci            | Democrazia Europea | 2 213  | 2,87  |  |  |  |  |  |
|                               | Loretta Del Tutto          | Lista Emma Bonino  | 1 713  | 2,22  |  |  |  |  |  |
| Totale                        | Totale                     | Totale             | 77 113 | 100   |  |  |  |  |  |
|                               |                            |                    |        |       |  |  |  |  |  |
| Fonte: Ministero dell'interno |                            |                    |        |       |  |  |  |  |  |